# Feuerschnabelarassari
Der Feuerschnabelarassari (Pteroglossus frantzii) ist ein in Mittelamerika beheimateter Spechtvogel aus der Familie der Tukane. Er gehört der Gattung der Schwarzarassaris an und wurde erstmals 1861 von Jean Louis Cabanis beschrieben. Sein wissenschaftlicher Name geht auf den Vogelforscher Alexander von Frantzius zurück.
Es werden keine Unterarten unterschieden.

Verbreitungsgebiet

## Beschreibung
Adulte Feuerschnabelarassaris erreichen eine Körperlänge von 38 bis 40 Zentimeter. Sie wiegen durchschnittlich etwa 250 Gramm. Ein auffälliger Sexualdimorphismus besteht nicht.
Der Feuerschnabelarassari ähnelt im Aussehen dem nahe verwandten Halsbandarassari. Sein Gefieder ist wie bei diesem an der Bauchseite zu großen Teilen gelblich hell, Flügel, Rücken und Kopf sind dagegen größtenteils schwarz, mit einem roten Fleck oberhalb des Schwanzes. Markant ist der breite rote Streifen unterhalb der Brust sowie der darüber liegende dunkle Fleck. Die Augen sind rot umrandet. Der Oberschnabel ist schwarz mit einem langgestreckten, breiten und orangeroten Seitenstreifen, der bis zur Schnabelspitze reicht. Die Schnabelbasis ist grünoliv. Der Unterschnabel ist schwarz. Sowohl der Ober- wie der Unterschnabel sind an der Basis weiß gesäumt.

## Verbreitung und Lebensraum
Der Feuerschnabelarassari ist in Wäldern an der Pazifikküste im südlichen Costa Rica und im Westen Panamas zu finden. Nach Angaben der IUCN ist sein Bestand trotz des geringen Verbreitungsgebiets von nur 19.000 km² derzeit nicht gefährdet.
Der Lebensraum des Feuerschnabelarassaris sind feuchte Wälder und angrenzende Lichtungen sowie Waldränder. Er kommt bis auf Höhen von 1.500 Meter vor. Er hält sich in seinem Lebensraum bevorzugt in Baumwipfeln auf. Nur sehr selten ist er in Bodennähe zu sehen.

## Verhalten
Wie der nah verwandte Halsbandarassaris gehört der Feuerschnabelarassari zu den wenigen Tukanarten, die über längere Zeit im Freiland beobachtet wurden.
Feuerschnabelarassaris treten für gewöhnlich in kleinen Gruppen auf. Diese umfassen bis zu zehn Individuen. Seine Nahrung besteht hauptsächlich aus Früchten, Insekten, Vogeleiern und Eidechsen. Wie die meisten anderen Tukanarten frisst der Feuerschnabelarassaris außerdem Nestlinge anderer Vogelarten sowie Eier. Als Nist- und Schlafplatz nutzt der Vogel Baumhöhlen, die in vielen Fällen zuvor von Spechten wie Königsspecht oder Linienspecht bewohnt wurden. Der Boden von Nisthöhlen ist typischerweise von hochgewürgten Samenkörnern bedeckt. Sowohl Männchen wie Weibchen beteiligen sich an der Brut, die etwa 16 Tage dauert. Die Küken sind nach ungefähr 6 Wochen flügge, werden allerdings noch einige Wochen nach Verlassen des Nests gefüttert.

### Einzelbelege
1. ↑   Lantermann, S. 142
2. ↑  Pteroglossus frantzii in der Roten Liste gefährdeter Arten der IUCN. Abgerufen am 15. Dezember 2008.
3. ↑   Lantermann, S. 143
4. ↑   Lantermann, S. 144